# Campethera nubica
El pito de Nubia (Campethera nubica) es una especie de ave piciforme perteneciente a la familia Picidae que vive en el este de África.

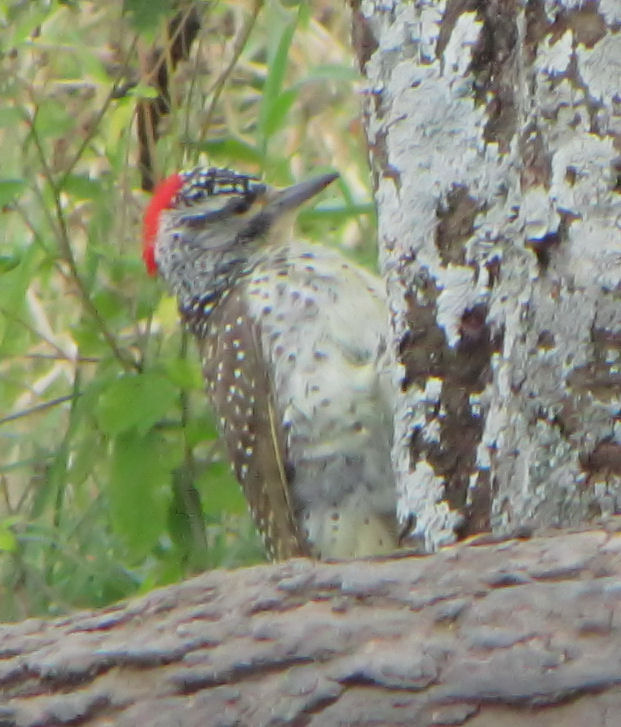
Hembre en Tanzania.

## Subespecies
Se reconocen dos subespecies:
- Campethera nubica nubica (Boddaert, 1783)
- Campethera nubica pallida  (Sharpe, 1902)

## Distribución
Esta especie se encuentra en el este de África, localizándose en Sudán, Sudán del Sur, Eritrea, Etiopía, Somalía, Uganda, Tanzania, Kenia, Ruanda y extremo oriental de la República Democrática del Congo.